# Джек и механическое сердце
«Джек и механическое сердце» (фр. Jack et la Mécanique du cœur) — французский анимационный фильм-мюзикл, основанный на романе «Механика сердца» Матиаса Мальзьё. Вышел 5 февраля 2014 года. Вся музыка к фильму была написана группой Dionysos.

## Сюжет
Эдинбург, Шотландия. В самый лютый день 1874 года на свет появляется мальчик по имени Джек. От чрезвычайного холода его сердце отказывается биться. Принимавшая роды акушерка Мадлен находит способ, как спасти малышу жизнь — она заменяет его сердце часовым механизмом с кукушкой.
Идут годы, мальчик растет под пристальным надзором акушерки, поскольку родная мать бросила его. Джеку ни в коем случае нельзя злиться, испытывать сильные эмоции и влюбляться, ведь подобные переживания могут вызвать поломку часового механизма и, как следствие, смерть мальчика. Хуже всего, что когда Джек вырастает, он встречает полуслепую девочку певичку по имени "Мисс Акация". После встречи с мальчиком она бесследно исчезла, и даже не появлялась в школе, в которую Джек ходил в надежде встретиться с девочкой ещё раз.
Однажды чуть подросший Джек нечаянно выкалывает глаз своему однокласснику Джо, ибо тот всегда издевался над Джеком из-за ревности к Мисс Акации, и сбегает из страны с помощью Мадлен и её гостей. По дороге в Париж, спасаясь от Джека-потрошителя, парень встречает основоположника кинематографии Жоржа Мельеса.
Вместе они отправляются на поиски Мисс Акации в Андалузию. Прибыв в Гранаду, они отправляются в «Экстраординариум» (который в мультфильме является полноценным ярмарочным городком, где живут люди с физическими недостатками и особенностями), и застают выступление подросшей певицы. Во время выступления Джек по наставлению Мельеса тайком пробирается в гримёрку Мисс Акации, где та замечает его, поправляя макияж перед зеркалом. Джек дарит Мисс Акации букет из сломанных очков, они разговаривают и договариваются встретиться завтра в «Поезде Призраков», где Джек работает «страшилой».
На следующий день они встречаются в аттракционе, где Джек, якобы работая (пугая посетителей в страшном костюме) на самом деле старается произвести впечатление на Мисс Акацию. После они прогуливаются по ж/д путям аттракциона, беседуют и танцуют. Джек лезет к Мисс Акации с намерением поцеловать; та сначала идёт навстречу, но потом отказывается, аргументируя тем, что её сердце уже было обещано другому. Не желая предавать свою первую любовь, девушка уходит.
Джек идёт к Мельесу в кинотеатр, где говорит, что девушка не помнит его, да ещё и любит другого. Мельес советует узнать имя возлюбленного Мисс Акации.
Джек входит в гримёрку к Мисс Акации. После вопроса о парне она говорит, что Джек не может его знать, потому что это было давно. Начиная подозревать, что девушка говорит о Джо, и позволяя ревности всё больше захватить свое сердце, Джек невольно заставляет от перенапряжения механизма вылететь шестерёнку, отчего та пролетает прямо перед глазами Мисс Акации. Девушка от испуга кричит и выгоняет парня.
Чуть позже, успокоившись и найдя компромисс, они встречаются в «Лавке необычных историй», переносном театре Мельеса, где впервые демонстрировался новый вид развлечения — кинематограф. Там был показан фильм Мельеса про любовь водолаза Ромео и двухголовой русалки Джульетты, кончившийся смертью обоих героев. После просмотра фильма Джек и Мисс Акация отправляются гулять в окрестностях «Экстроардинариума», где девушка рассказывает Джеку об их первой встрече, но так и не узнает от парня правду. Позже они договариваются встретиться завтра на том же месте.
Утром девушка снова приходит в «Лавку...», где ей показывают марионеточную постановку первой встречи Мисс Акации и Джека в Эдинбурге, которую организовал Мельес по просьбе Джека. В конце постановки парень подходит к Мисс Акации и протягивает ей кусок ткани — обрывок платья, который он случайно оторвал в тот день. Мисс Акация от наплыва чувств падает в обморок. Джек на руках относит её в гримёрку и пытается два раза поцеловать, но ему мешают резко наплывающие воспоминания о Мадлен. Когда парень хотел попробовать в третий раз, Мисс Акация пришла в себя и не дала себя поцеловать, но все-таки поняла, что Джек — тот самый мальчик из Эдинбурга. После этого она рассказывает историю о том, почему она пропала. Джек отдаёт Мисс Акации ключ от своих часов и предлагает ей посмотреть их, завести, пощупать. Когда дело уже шло к поцелую, влюбленным помешала Бриггита Хейм, владелица «Экстраординариума». Певица возвращает ключ Джеку, но тот не берёт его и предлагает ей бежать куда-нибудь и жить вместе всю жизнь. Девушка соглашается.
Мисс Акация выступает, а Джек идёт попрощаться с Мельесом. Неожиданно во время выступления девушки в «Экстроардинариум» приезжает тот, кого Джек когда-то оставил без глаза — Джо. Он до сих пор влюблён в Мисс Акацию, и хочет отобрать её у Джека. Пока тот где-то ходил и собирал багаж, Джо пришёл к Мисс Акации и рассказал ей о выбитом глазе, о трёх правилах, которые должен соблюдать Джек, и о последствиях их невыполнения.
Счастливый Джек прибегает к Мисс Акации, но получает выговор. Девушка признается, что Джо ей рассказал всё, что произошло до того, как парень с часами вместо сердца подался в странствия. Певица также заявляет, что не хочет быть убийцей своего возлюбленного, и поэтому не может быть с ним. Джек пытается её убедить, что он не виноват в произошедшем, и даже решает сразиться со своим мучителем. Мисс Акация, прекращая драку между бывшими одноклассниками, садится в карету к Джо и уезжает с ним. Джек в порыве злости и ревности пытается вырвать часы из себя и ломает их. После этого еле доходит до Мельеса и просит поменять часы на что-нибудь другое, кроме циферблата со стрелками. Тот понимает, что он сам не сможет починить их, поэтому отправляет Джека в Эдинбург, где его сможет починить Мадлен.
В это время по дороге к вокзалу Джо рассказывает Мисс Акации о смерти акушерки в тюрьме. Девушка вспоминает о ключе Джека и убегает обратно в город. От Мельеса она узнаёт об отбытии парня на поезде в Валенсию, откуда тот поедет в Шотландию. Мисс Акация бежит на вокзал, но ей не хватает нескольких секунд до отправки поезда. Она дожидается следующего и едет в Эдинбург на всех парах.
Джек приходит домой, где его встречают Анна и Луна, проститутки и бывшие клиентки Мадлен. Они рассказывают парню о смерти его приемной матери. Джек приходит на её могилу и падает на землю от недостатка сил. В этот момент прибегает Мисс Акация и хочет завести часы, но Джек отбирает у неё ключ и выкидывает в снег, объясняя свой поступок тем, что её приезд — это лучший поворот событий, и просит поцеловать его. Джек и Мисс Акация целуются в первый и последний раз, после этого всё вокруг останавливается для парня, а сам Джек, в последний раз взглянув на любимую, по снежинкам уходит на небеса.

## Роли озвучивали
- Матиас Мальзьё — Джек
- Оливия Руиз — мисс Акация
- Фабьен Марсо — Джо
- Эмили Луазо — Мадлен
- Жан Рошфор — Мельес
- Росси де Пальма — Луна
- Элизабет Местр — Анна
- Артур Аш — Артур
- Дани — Бригитта Хейм
- Ален Башунг — Джек-потрошитель
- Кали — плачущий мужчина

## Русский дубляж
- Влад Токарев — Джек
- Юлия Довганишина — мисс Акация
- Павел Дорофеев — Джо
- Лина Иванова — Луна
- Элиза Мартиросова — Анна
- Елена Шульман — Мадлен и Мельес
- Владимир Рыбальченко — Артур
- Ольга Кузнецова — Бригитта Хейм
- Владимир Паляница — Джек-потрошитель